# Burgos
Burgos este un oraș din Spania, provincia din Burgos (Castilia-Leon).

## Monumente
Catedrala din Burgos a fost înscrisă în anul 1984 pe lista patrimoniului cultural mondial UNESCO.

## Galerie de imagini

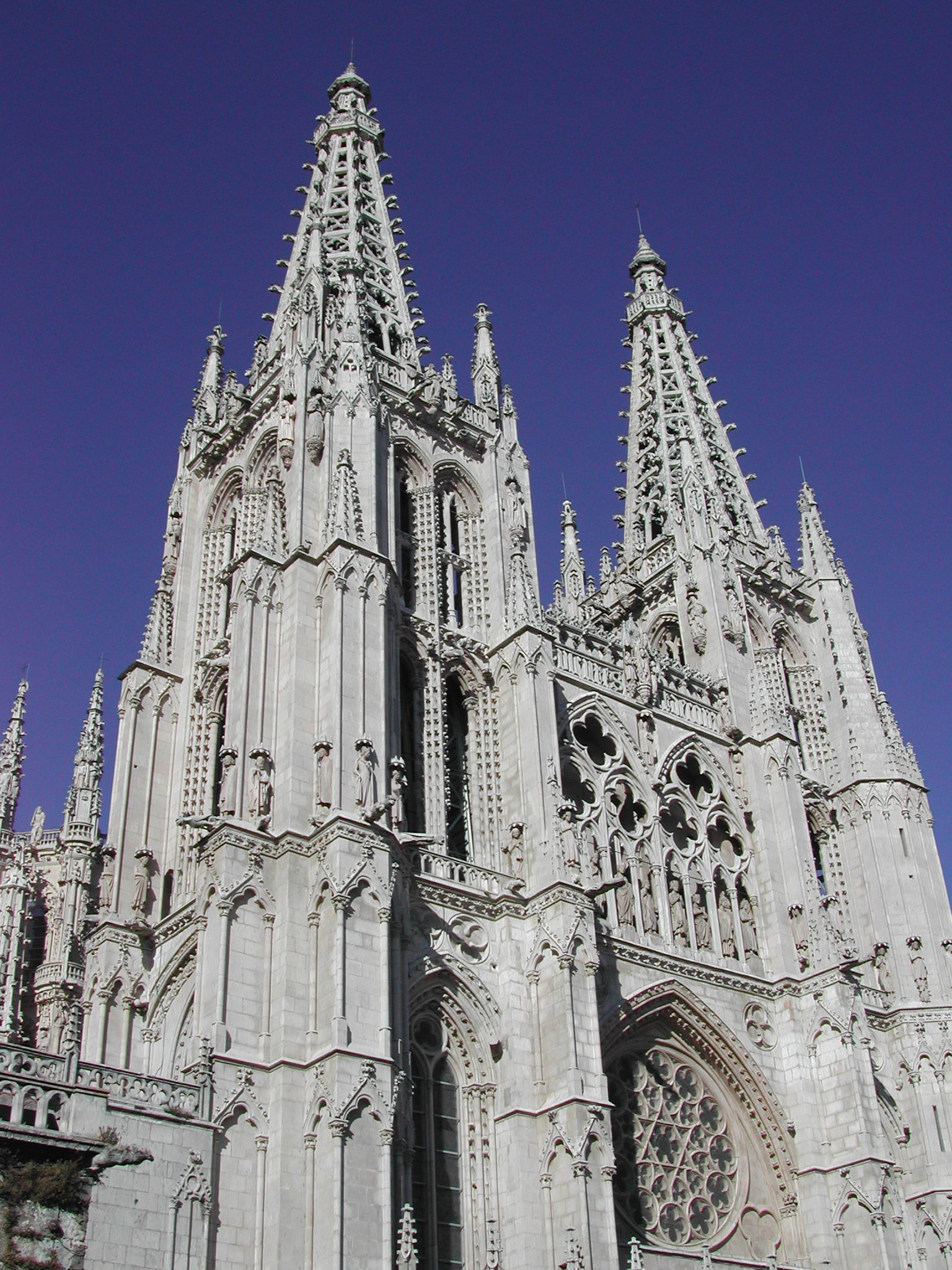
Catedrala din Burgos